# Відстані в космології
У фізичній космології вимірювання відстаней дає змогу ввести природне поняття про відстань між двома об'єктами або подіями у Всесвіті. Часто ці "вимірювання" просто пов'язують спостережувану величину (таку як світність віддаленого квазара, чи червоне зміщення віддаленої галактики, чи кутовий розмір акустичних піків реліктового випромінювання) з іншою величиною, що не може бути виміряна безпосередньо, але є більш зручною для обчислень (наприклад, супутні координати квазара, галактики і т.д.). Всі визначення відстані, наведені нижче, на малих червоних зміщеннях зводяться до звичайної евклідової відстані.
Всі ці відстані обчислені в рамках загальної теорії відносності, а точніше - в космологічному розв'язку однорідного ізотропного Всесвіту - метрики Фрідмана-Леметра-Робертсона-Вокера.

## Огляд
Є кілька різних означень «відстані» в космології, вони всі збігаються на малих червоних зміщеннях. Вирази для цих відстаней є найбільш зручними, якщо вони записані як функції червоного зміщення, оскільки воно є завжди спостережним. Ці функції легко переписати як залежність від масштабного фактору, оскільки {\displaystyle a=1/(1+z)}, або ж від космічного {\displaystyle t} чи конформного часу {\displaystyle \eta } після нескладної заміни змінної.
Ввівши безрозмірний параметр Хаббла:
{\displaystyle E(z)={\sqrt {\Omega _{m}(1+z)^{3}+\Omega _{k}(1+z)^{2}+\Omega _{\Lambda }}}}
і відстань (радіус) Хаббла {\displaystyle d_{H}=c/H_{0}}, зробимо відношення між різними відстаннями більш очевидними. Тут {\displaystyle \Omega _{m}} і {\displaystyle \Omega _{\Lambda }} є параметрами густини матерії (темної+видимої) та темної енергії відповідно, а {\displaystyle \Omega _{k}=1-\Omega _{m}-\Omega _{\Lambda }} відповідає вкладу кривини; {\displaystyle H_{0}} це параметр Хаббла сьогодні, а {\displaystyle c} — швидкість світла. Наступні виміри відстаней від спостерігача до об'єкту на червоному зміщенні {\displaystyle z} взовж лінії зору часто використовуються в космології:
Супутня відстань (comoving distance):
{\displaystyle d_{C}(z)=d_{H}\int _{0}^{z}{\frac {dz'}{E(z')}}}
Поперечна супутня відстань (transverse comoving distance):
{\displaystyle d_{M}(z)=\left\{{\begin{array}{ll}{\frac {d_{H}}{\sqrt {\Omega _{k}}}}\sinh \left({\sqrt {\Omega _{k}}}d_{C}(z)/d_{H}\right)&\Omega _{k}>0\\d_{C}(z)&\Omega _{k}=0\\{\frac {d_{H}}{{\sqrt {|\Omega _{k}}}|}}\sin \left({\sqrt {|\Omega _{k}|}}d_{C}(z)/d_{H}\right)&\Omega _{k}<0\end{array}}\right.}
Відстань за кутовим діаметром (angular diameter distance):
{\displaystyle d_{A}(z)={\frac {d_{M}(z)}{1+z}}}
Світимісна відстань (luminosity distance) :
{\displaystyle d_{L}(z)=(1+z)d_{M}(z)}
Світлова відстань (light-travel distance):
{\displaystyle d_{T}(z)=d_{H}\int _{0}^{z}{\frac {dz'}{(1+z')E(z')}}}
Зверніть увагу, поперечна супутня відстань переходить в супутню відстань при ліміті {\displaystyle \Omega _{k}\to 0}, тобто в плоскому Всесвіті, ці величини тотожні.

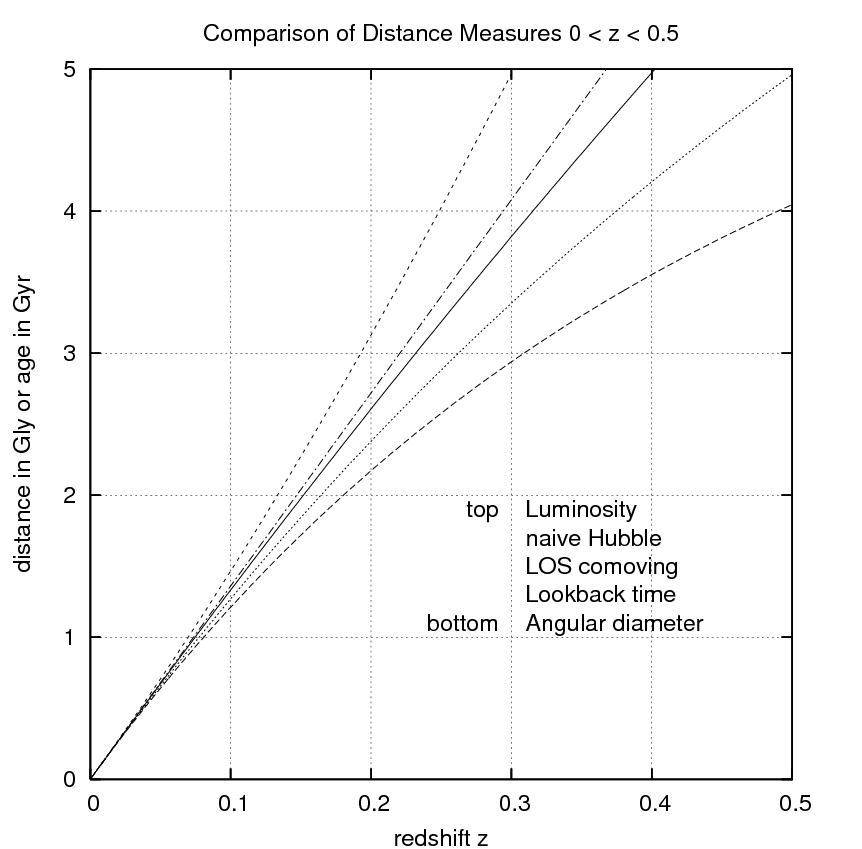
Порівняння космологічних вимірів відстані для червоних зміщень від нуля до 0.5. Космологія фону - параметр Хаббла = 72 km/s/Mpc, =0.732, = 0.266, =0.266/3454, і рівний різниці 1 і решти параметрів.

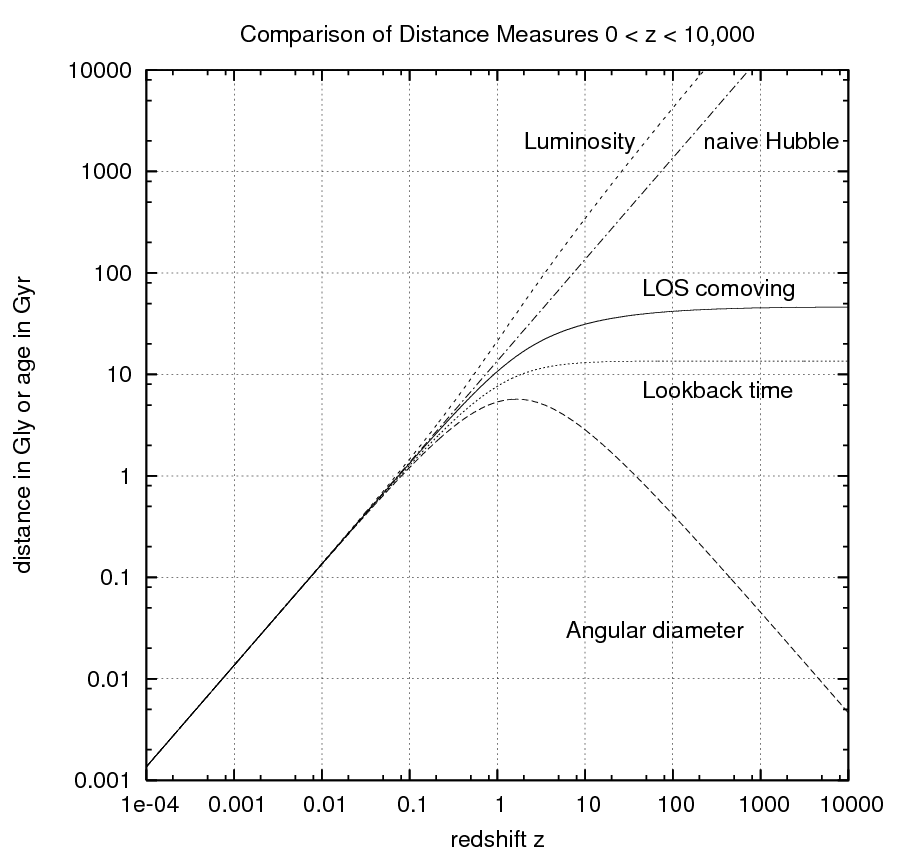
Таке ж саме порівняння з такими ж параметрами на більших червоних зміщеннях (z=10 000 відповідає епосі рівних параметрів густини матерії і випромінювання,)

## Деталі

### Супутня відстань
Супутня відстань між фундаментальними спостерігачами, тобто спостерігачами, що рухаються разом з потоком Хаббла, не змінюється з часом, тому що вона відображає розширення Всесвіту. Отримується інтегруванням власних відстаней сусідніх фундаментальних спостерігачів уздовж лінії зору, де власна відстань є те, що дали б вимірювання при постійному космічному часі.

### Поперечна супутня відстань
Два супутні об'єкти на відстані червоного зміщення по лінії зору {\displaystyle z} обоє і розділені кутовою відстанню {\displaystyle \delta \theta } на небі знаходяться між собою на відстані  {\displaystyle \delta \theta d_{M}(z)} де {\displaystyle d_{M}(z)} визначена відповідним чином, як вказано вище. Виявляється що супутня поздовжня відстань є тотожною з відстанню власного руху (proper motion distance, звідки індекс позначення - m), яка є означена як відношення власне відстані поздовжньої (відстань за одиницю часу) до спостережуваної на небі (радіанів за одиницю часу).

### Відстань кутового діаметра
Об'єкт розміру {\displaystyle x} на відстані червоного зміщення {\displaystyle z} що має кутовий розмір {\displaystyle \delta \theta } буде мати відстань кутового діаметра {\displaystyle d_{A}(z)=x/\delta \theta }. Це часто використовується для спостереження так званих стандартних лінійок, наприклад, в контексті спостережень баріонних акустичних осциляцій.

### Світимісна відстань
Якщо справжня світність {\displaystyle L} віддаленого об'єкту відома, ми можемо обчислити його світимісну відстань вимірюючи потік {\displaystyle S} і визначаючи {\displaystyle d_{L}(z)={\sqrt {L/4\pi S}}}, що буде еквівалентом для виразу, вказано вище для {\displaystyle d_{L}(z)}. Ця величина є важливою для вимірювань стандартних свічок як, наприклад, наднові типу Ia, з допомогою яких вперше відкрили прискорене розширення Всесвіту.

### Світлова відстань
Ця відстань дорівнює добутку часу, за який світло дійшло від об'єкту до спостерігача та швидкості світла. Наприклад, радіус видимого всесвіту в такому вимірі відстаней дорівнює віку Всесвіту, помноженому на швидкість світла, що відповідає значенню приблизно 13.7 млрд. світлових років.